# Синагога у Врбасу
Синагога у Врбасу је саграђена 1914. године и постојала је до 1948. године, када је срушена.
Јевреји су живели у Старом Врбасу још у 18. веку где су имали свој молитвени дом. Помињу се у документима од 1772. године. Након оснивања Новог Врбаса, Јевреји се у њему помињу већ 1809. године. Досељавају се са територије Моравске и Словачке. У тридесетим и четрдесетим годинама 19. века у Старом и Новом Врбасу је живело укупно 250 Јевреја.
Први молитвени дом у Старом Врбасу није до данашњих дана сачуван, а ни локација му се не може утврдити.
У кући Симона Попера, поред реформаторске цркве, била је и јеврејска богомоља.
Синагога у Новом Врбасу,  саграђена је 1858. године. Налазила се у улици   на граници између Новог и Старог Врбаса.  Иницијатори акције да се приступи градњи синагоге, били су Антон Бергер и Давид Бихлер.
Емануел Хиршл је својом иницијативом створио финансијску основу за градњу новог храма. Модерна синагога је изграђена 1914. године  у улици  .
Тачан податак је да је освештана након Првог светског рата 1920. године. Зграда синагоге била је импозантна са четири торња и куполама покривеним бакарним лимом. Изграђена је у једној варијанти сецесије.
Адолф Лењи је проширио оквир културног деловања јеврејске заједнице у најтеже време, све до њене пропасти 1944. године. Године 1943-44. када богослужења, због агресивних напада, нису могла да буду одржавана  у синагоги, као богомоља је служила кућа Аурела Рајха.
Као и судбина јеврејског народа за време Другог светског рата слична судбина је задесила и сам храм. Године 1948. под неразјашњеним околностима је изгорела, а потом и срушена.
До данашњих дана сачувана су три спољна фасадна стуба као и унутрашњи стубови који су уграђени у зграду тадашњег Дома културе, а данас просторије Народне библиотеке.
Табле на којима се налазио натпис десет божијих заповести, у Врбасу су остале после Другог светског рата, а крајем педесетих година су однете у Израел.